# Sheldon Bateau
Sheldon Michael Louis Bateau (* 29. Januar 1991 in Port of Spain) ist ein Fußballspieler aus Trinidad und Tobago, welcher meist in der Innenverteidigung aufgeboten wird. Er steht seit Januar 2012 beim türkischen Zweitligisten Samsunspor unter Vertrag, ist an den belgischen Zweitligisten SK Beveren ausgeliehen und gehört zudem zum Kader der trinidadischen Nationalmannschaft.

## Verein

### Anfänge in Trinidad und Tobago
Seine Karriere im Seniorenbereich begann Sheldon Bateau in seiner Heimat beim San Juan Jabloteh im Jahr 2009 und wechselte nach drei Spielzeiten zu den North East Stars.

### KV Mechelen
Wenige Monate nach den Wechsel zu den North East Stars verließ er den Verein wieder und schloss sich den belgischen Erstligisten KV Mechelen an. Sein Debüt in der Pro League feierte er am 6. Oktober 2012. Bei der 0:2-Niederlage gegen den KV Kortrijk wurde er in der 32. Minute für Mads Junker eingewechselt.
Am 24. August 2014 absolvierte Bateau sein 50. Ligaspiel für den KV. Bei dem 3:0-Sieg gegen den FC Brügge absolvierte er die vollen 90. Minuten. Am 21. September 2014 erzielte er sein erstes Ligator für den KV Mechelen, als er in der 55. Minute bei der 2:3-Niederlage gegen Sporting Lokeren den zwischenzeitlichen 2:2-Ausgleich erzielte.

### Krylja Sowetow Samara
Zur Saison 2015/16 wurde Sheldon Bateau vom russischen Erstligisten Krylja Sowetow Samara ausgeliehen. In der Premjer-Liga debütierte er am 29. August 2015 beim 3:1-Sieg gegen Zenit Sankt Petersburg. Von Trainer Franky Vercauteren wurde er in der 83. Minute für den verletzten Yohan Mollo eingewechselt. Nachdem der Leihvertrag ausgelaufen war, entschied sich der Verein Bateau fest zu verpflichten.

### Kairat Almaty
2017 wurde Bateau erst für eine Saison von Samara ausgeliehen und danach fest verpflichtet. In dieser Zeit absolvierte der Verteidiger 39 Ligaspiele und 7 Spiele in der Qualifikation zu Europa League für die Kasachen. 2017 und 2018 wurde er mit dem Verein jeweils nationaler Pokalsieger.

### Über Sarpsborg 08 FF zurück zum KV Mechelen
Am 14. Februar 2019 gab dann der norwegische Erstligist Sarpsborg 08 FF die Verpflichtung des Spielers bekannt. Mitte Juli 2019 wechselte Bateau zurück nach Belgien zum KV Mechelen und unterschrieb dort einen Vertrag über drei Jahre. In der Saison 2020/21 bestritt er 12 von 40 möglichen Ligaspielen für Mechelen, wobei er ein Tor schoss, sowie ein Pokalspiel. In der nächsten Saison waren es 17 von 21 Ligaspielen und drei Pokalspiele.
Mitte Januar 2022 wechselte er in die Türkei nach Samsunspor und unterschrieb dort einen Vertrag bis Sommer 2024. Bateau bestritt 14 von 18 möglichen Ligaspielen für Samsunspor.
Mitte August 2022 erfolgte für die Saison 2022/23 eine Ausleihe zurück nach Belgien an den Zweitdivisionär SK Beveren.

## Nationalmannschaft
Nachdem Sheldon Bateau schon in der U-20- und U-23-Nationalmannschaft von Trinidad und Tobago aktiv gewesen war, gab er am 7. Februar 2013 sein Debüt in der Fußballnationalmannschaft von Trinidad und Tobago. Bei der 0:2-Niederlage im Freundschaftsspiel gegen Peru durfte er die kompletten 90. Minuten absolvieren.
Während er weder für den Gold Cup 2013 noch für die Karibikmeisterschaft 2014 nominiert wurde, wurde er von Trainer Stephen Hart für den Gold Cup 2015 nominiert. Im ersten Gruppenspiel gegen Guatemala konnte er sein erstes Tor im Nationaldress erzielen, als er in der 11. Minute beim 3:1-Sieg die zwischenzeitliche 1:0-Führung erzielte. Mit Trinidad und Tobago konnte er bis ins Viertelfinale vorstoßen, wo sie sich im Elfmeterschießen Panama geschlagen geben mussten.

## Erfolge
- Pokalsieger von Trinidad und Tobago: 2011
- Kasachischer Pokalsieger: 2017, 2018